# Lijst van Lokeraars
Deze lijst van Lokeraars betreft bekende personen die in de Belgische stad Lokeren zijn geboren.

## A
- Aimé Anthuenis (1943), voetbaltrainer
- Filip Anthuenis (1965), politicus, burgemeester van Lokeren
- Georges Anthuenis (1935), politicus
- Tom Audenaert (1979), acteur

## B
- Stijn Baert (1983), econoom en professor
- Charles Beuckel (1813-1891), politicus
- Roger Bracke (1913-1993), steenhouwer
- Jacotte Brokken (1993), weervrouw
- Leonard Buyst (1847-1918), schrijver

## D
- Robby De Caluwé (1975), politicus
- André De Beul (1938-2011), politicus
- Michel De Meyer (1952-2023), weerman
- Lore De Schepper (2005), wielrenster
- Jan Baptist de Smet (1674-1741), bisschop van Gent
- Hendrick de Somer (1602-1656), kunstschilder
- August De Wilde (1818-1886), portretschilder
- Maxime De Winne (1977), acteur
- Gustaaf Drossens (1892-1962), missionaris

## F
- Johan Famaey (1979), componist, pianist, organist en dirigent

## H
- Louis Herbert (1872-1929), politicus, industrieel
- Tony Herbert (1902-1959), politicus, industrieel en kunstverzamelaar
- Alexander Van Hoecke (1994), politicus

## L
- Roger Lambrecht (1931-2022), sportbestuurder en zakenman
- Willy Linthout (1953), striptekenaar

## M
- Caroline Maes (1976), actrice
- Femke Maes (1980), voetbalster

## N
- Marc Neerman (1900-1944), architect

## P
- Maurice Pauwels (1929), muziekpedagoog, muzikant en componist

## R
- Auguste Raemdonck van Megrode (1863-1939), politicus
- Jolien Roets (1985), radiopresentatrice bij Q-music
- Patrik Rogiers (1953), kunstschilder

## T
- Paul Norbert Tack (1759-1830), politicus en industrieel
- Marleen Temmerman (1953), gynaecologe, hoogleraar en politica
- Karel Thuysbaert (1816-1874), politicus

## V
- Bart Van Avermaet (1961), Acteur
- Greg Van Avermaet (1985), profwielrenner
- Jelle Van Damme (1983), voetballer
- Lorca Van De Putte (1988), voetbalster
- Charles Van de Walle (1878-1946), politicus
- Lynn Van den Broeck (1993), actrice
- Chris Van den Durpel (1960), imitator en komiek
- René Vande Voorde (1912-?), Belgisch atleet
- Aimé Van Lent (1927-2003), politicus
- Oscar Van Rumst (1910-1960), atleet
- Dan Van Severen (1927-2009), kunstschilder
- Paul Verhaeghen (1965), psycholoog en schrijver
- Cyriel Vlaminck (1875-1959), journalist en schrijver
- Anton Vlaskop (1931-2007), dichter

Brussel:
Anderlecht
Brussels Hoofdstedelijk Gewest · 
Etterbeek · 
Ukkel

Vlaanderen:
Aalst · 
Antwerpen · 
Brugge ·
Geel · 
Genk · 
Gent · 
Hasselt ·  
Ieper · 
Kortrijk · 
Leuven · 
Lichtervelde · 
Lier · 
Lokeren · 
Mechelen · 
Oostende · 
Oudenaarde · 
Poperinge · 
Roeselare ·
Sint-Niklaas ·  
Sint-Truiden · 
Tienen · 
Tongeren · 
Turnhout · 
Vilvoorde

Wallonië: 
Aarlen · 
Charleroi ·  
Doornik ·  
Luik · 
Moeskroen ·  
Namen · 
Verviers · 
Waver